# 飯村五郎

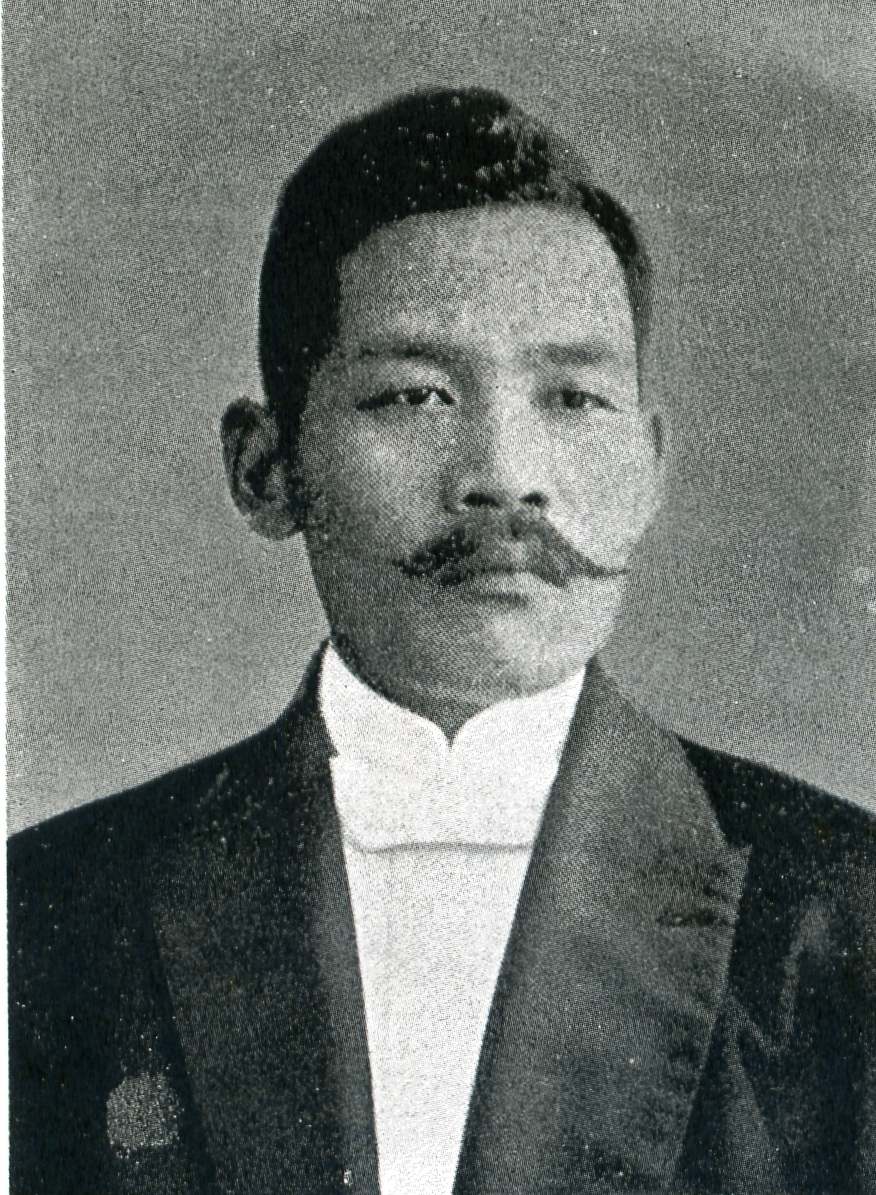
飯村五郎

飯村 五郎（いいむら ごろう、1888年（明治21年）4月13日 - 1946年（昭和21年）5月8日）は、日本の衆議院議員（立憲政友会→昭和会）、弁護士。

## 経歴
茨城県筑波郡真瀬村（現在のつくば市）出身。飯野茂吉の二男として生まれ、1910年（明治43年）に茨城県会議長飯村忠七の婿養子となった。1913年（大正2年）、東京帝国大学法科大学を卒業後、一年志願兵制度によって陸軍三等主計に任じられた。退役後は弁護士を開業した。
1924年（大正13年）の第15回衆議院議員総選挙に出馬し、当選。以後、当選回数は6回を数えた。その間、米内内閣で厚生参与官を務めた。
1935年（昭和10年）には昭和会を結党にも参加している。
議員として積極的に議会に働きかけた活動として、小貝川河川改修があげられる。
改修により小貝川から切り離された湾曲部分の一つが、現在も常総市上蛇町の吉野公園として残されている。